# 石井保雄
石井 保雄（いしい やすお、1953年7月 - ）は、日本の法学者（労働法・労働法学史）。獨協大学法学部教授。第31回冲永賞受賞。

## 人物・経歴
東京都出身。1977年中央大学法学部卒業。1982年一橋大学大学院法学研究科博士課程単位修得。法学修士。蓼沼謙一門下。
1983年亜細亜大学法学部助手。同講師、助教授を経て、1994年教授。2003年獨協大学法学部教授。
アクチュアルな問題に重点が置かれる傾向のあった労働法研究の中で、労働法学史や学説史研究も行い、末弘厳太郎、後藤清、吾妻光俊、有泉亨、浅井清信、津曲蔵之丞、菊池勇夫、孫田秀春などについて論文を執筆。戦前・戦中の労働法学のあり方を明らかにしたことなどが評価され、2016年度に執筆された論文「わが国労働法学の生誕　―戦前・戦時期の末弘厳太郎―」及び「戦前・戦中期における後藤清の社会法学　―時代の伴走者の記録―」で第31回（平成28年度）冲永賞を受賞した。
2023年、獨協大学非常勤講師（名誉教授）。

## 著書
- 『法学概論』創成社 1986年
- 『個別労働紛争処理システムの国際比較』日本労働研究機構 2002年
- 『基本民事法』成文堂 2005年
- 『労働者人格権の研究―角田邦重先生古稀記念〈上巻〉』信山社出版 2011年
- 『労働者人格権の研究―角田邦重先生古稀記念〈下巻〉』信山社出版 2011年
- 『労働法理論 変革への模索 ― 毛塚勝利先生古稀記念』信山社 2015年
- 『わが国労働法学の史的展開』信山社 2018年